# Липки-Алексеевское

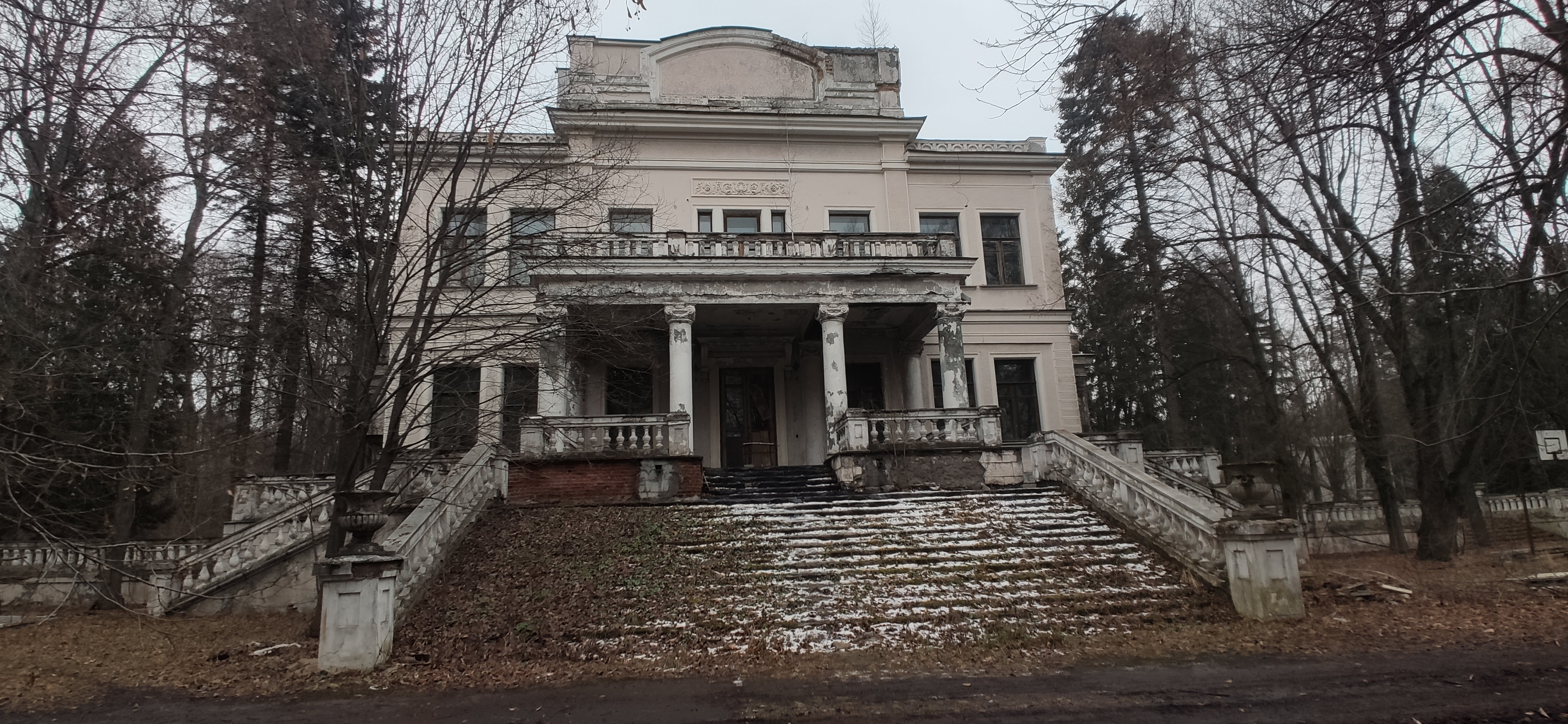
Дача Сталина

Липки-Алексеевское (также «Липки», «Прилипка», «Липовка», «объект № 260») — комплекс административных зданий, окружённый липовым парком; бывшая усадьба фабриканта А. А. Руперта и правительственная дача до 1989 года на западе от посёлка Вёшки в Мытищах Московской области. С 1932 по 1934 годы комплекс был резиденцией Генерального секретаря ЦК ВКП(б) И. В. Сталина. С 2012 года стоит на балансе Российской детской клинической больницы. Находится на реконструкции с 2004 года.

## История

### До 1917 года
До начала XIX территория на левом берегу оврага ручья Девкина, где позже была усадьба, обозначалась на топографических картах как пустошь. Предположительно в 1820-х годах на территории появилось имение «Прилипка», которое принадлежало купцу первой гильдии, будущему московскому главе города А. В. Алексееву. В 1850-х годах на территории имения находились парадный двор в форме «каре» и главный господский дом с видом на пруд, образованный с помощью плотины. По другую сторону от господского дома был разбит регулярный парк, состоящий из 4-х равновеликих участков-баскетов, разделённых липовыми аллеями. Небольшой хозяйственный двор располагался по правую сторону от прямоугольника усадьбы. До 1888 года имение принадлежало семье Алексеевых. В том году Елизавета Алексеева вышла замуж за немецкого фабриканта А. А. Руперта и имение перешло во владение новобрачных.
В начале 1907 года усадьба «Липовка» была перестроена по проекту архитектора Ивана Жолтовского. На месте старого дома был простроен новый дом с двухсветным мезонином в неоклассическом стиле с использованием элементов древнего и средневекового классицизма. Двумя полуциркульными галереями дом соединялся с флигелями. От открытой террасы к пруду спускалась широкая лестница, внизу которой по бокам были установлены фигуры львов. На месте старой плотины выстроили красивый арочный мост, был значительно увеличен пруд.

### После 1917 года
После Октябрьской революции усадьба была национализирована. В дальнейшем она подверглась разграблению и часто меняла своё назначение. Некоторое время в стенах усадьбы находился интернат, в котором провел часть детства советский архитектор Леонид Павлов. Со слов Павлова, с неоклассической архитектуры усадьбы за авторством Жолтовского начался его путь к пониманию Палладио. В 1932 году усадьба стала временной резиденцией (дачей) Генерального секретаря ЦК ВКП(б) И. В. Сталина, куда он переехал из другой своей дачи «Зубалово-4» после смерти жены, пока строилась его новая дача в Кунцево. Для нужд вождя территорию дачи облагородили и огородили. Также был разбит большой фруктовый сад, построили большое вспомогательное хозяйство для обеспечения дачи сельхозпродуктами, расширили хозяйственный двор, построили гараж, оранжерею, конюшню, коровник, птичник, козлятник, овощехранилище, ледник, организовали обширное бахчевое хозяйство и пчельник. Двухэтажный девятикомнатный особняк и территория усадьбы обустраивались по вкусу Сталина:
И в Липках, и в Семеновском все устраивалось в том же порядке, как и на даче отца в Кунцево – так же обставлялись комнаты (такой же точно мебелью), те же самые кусты и цветы сажались возле дома.Аллилуева Светлана, Двадцать писем к другу, 1967
С внешней стороны от Дмитровского шоссе к даче была проложена парадная трасса с лиственничной обсадкой. Ещё одна дорога была проложена через дачу К.Ворошилова в Челобитное. С 1934 года Сталин предпочитал проживать на построенной специально для него «Ближней даче» в Кунцево. В дальнейшем он редко бывал в Липках. При этом дача и обслуживающий персонал находились в постоянной готовности в ожидании приезда Сталина:
Отец бывал  там очень  редко, —  иногда проходил год,  — но  весь штат ежедневно  и  еженощно  ожидал его приезда и находился в  полной боевой готовности... Ну, а уж если "выезжали" из Ближней и направлялись  целым  поездом  автомашин к  Липкам,  там  начиналось полное смятение  всех  —  от постового у  ворот,  до  повара,  от  подавальщицы до коменданта.  Все ждали этого как страшного суда...Аллилуева Светлана, Двадцать писем к другу, 1967
После смерти Сталина дача часто меняла хозяев — ей пользовались высокопоставленные правительственные лица. С 1960 году дача находилась на балансе 9 Управления МВД СССР (служба охраны) как «объект № 260». При последнем владельце, секретаре ЦК КПСС Л. Зайкове к соединительной галерее-коридору между главным и служебным домом была сделана пристройка бассейна, а также надстроен главный дом с кинозалом и бильярдной. На северной территории пейзажного парка, по одну и другую сторону от центральной аллеи с ротондой были выстроены две кирпичные 2-х этажные дачи и участки их огорожены. В 1989 году решением Правительства СССР бывшую дачу передали НИИ детской онкологии и гематологии для организации загородного реабилитационного центра для детей с тяжёлыми заболеваниями.

## Современность
С ноября 2004 года отделение реабилитации было закрыто на реконструкцию. В 2012 году оно было передано на баланс Российской детской клинической больнице. По состоянию на 2020 год здание центра реабилитации всё ещё находилось на реконструкции.
В 2023 году было объявлено о том, что усадьба и прилегающий земельный участок площадью 38,4 га будут выставлены на аукцион.
2 ноября 2023 года новым владельцем особняка стала краснодарская компания «Консалтинг и право». Она была единственным участником аукциона. В состав лота входит аренда участка площадью около 38 гектаров и объекты недвижимости общей площади 3800 кв. м.